# 怒江公园站
怒江公园站位于辽宁省沈阳市于洪区，是沈阳地铁9号线的北端终点站，于2019年5月25日随九号线开通启用，车站名称来源于D出入口旁边的怒江公园。

## 车站结构
本站主体位于皇姑区西江街与紫山路交叉路口以北，西江街东侧，沿西江街路中呈南北走向，不跨路口布置，共设2个出入口。车站形式为地下双层岛式车站，地下一层为站厅层，地下二层为站台层，设有一组岛式站台且均设有高站台门。

### 站台配置

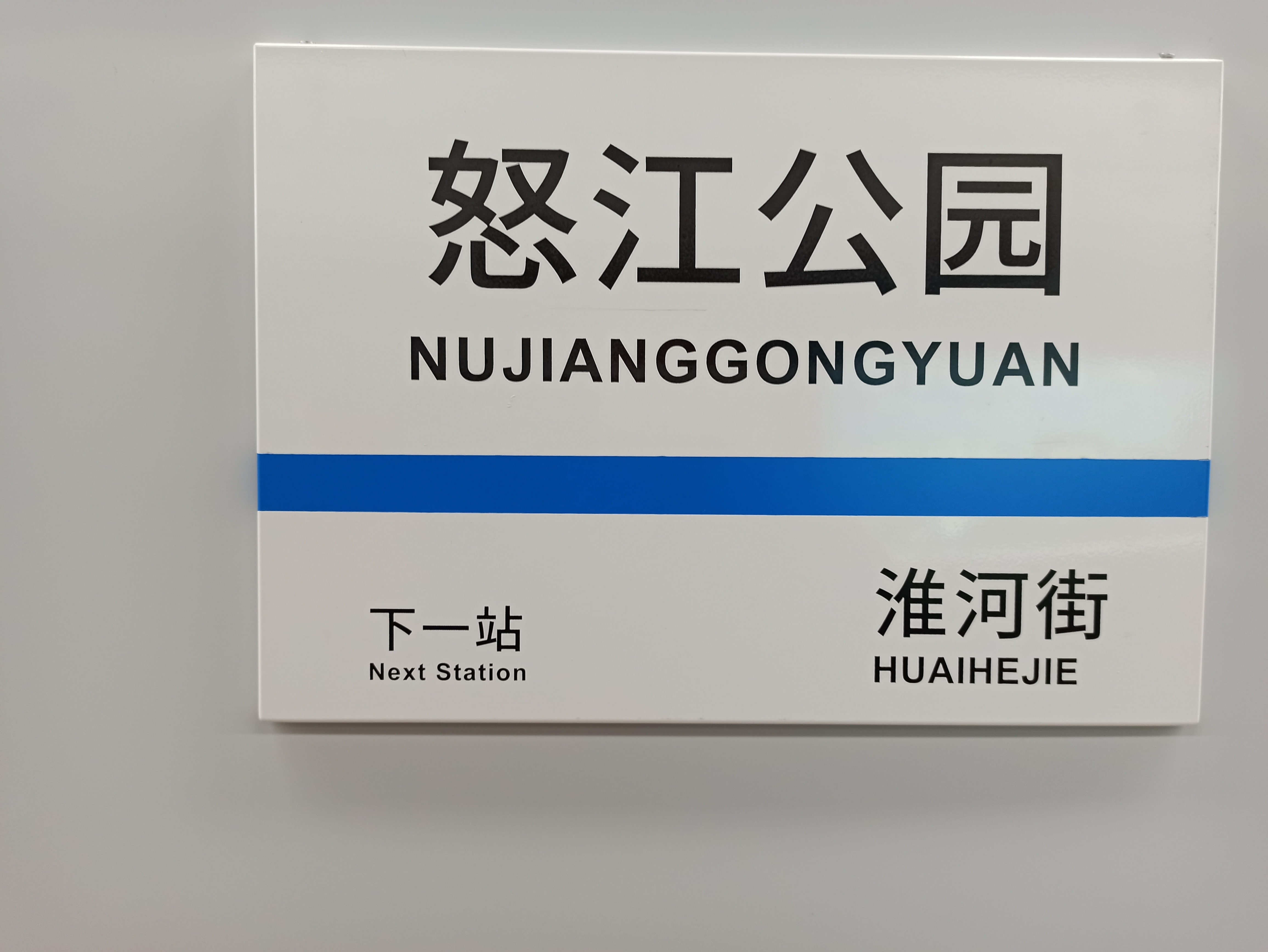
本站的站名指示牌，将淮河街沈医二院站写为“淮河街站”

本站的两个月台以岛式月台的形式排列，列车将开启前进方向的左侧车门。
本站北侧站后设置有一条折返线，以方便九号线列车在该站清客后进入站后区间停靠或折返发往建筑大学站方向。

### 车站楼层
| 1层               | 出入口 | 出入口                                                                                                |
| B1层              | 站厅   | 乘客服务中心、自动售票机、自动售货机、安检                                                            |
| B2层              | 站台   | \| \| \| █ 9号线落客 \| \| 島式 · 開左邊车门 \| \| \| \| \| \| █ 9号线往建筑大学（淮河街沈医二院） \| |
|                   |        | █ 9号线落客                                                                                           |
| 島式 · 開左邊车门 |        | |
|                   |        | █ 9号线往建筑大学（淮河街沈医二院）                                                                   |

### 车站出口
本站设置2个出入口，均设置于西江街东侧，其中A出入口朝向北，D出入口朝向南，地面近A出入口的位置设置无障碍电梯。
| 出口编号 | 出口指示 | 建议前往的目的地                                   | 照片 |
| -------- | -------- | -------------------------------------------------- | ---- |
| 出口 · A |          | 西江街、羽丰西江春晓、皇姑热电厂、太岳山路、佛山路 |      |
| 出口 · D |          | 紫山路、怒江公园、明华西江俪园、水榭花都           |      |

## 利用状况
本站位于于洪区和皇姑区的交界地区，是九号线在该地区设置的唯一站位，也是九号线的终点站，但由于站位的具体位置距离部分居住区较远，而车站附近住宅较少，因此乘客量不算大。

## 接驳交通
| 怒江公园西（站位位于西江街，D出入口向南200米，双向站位） 怒江公园地铁站（C出入口旁，西江街南向北单向站位） \| 编号 \| 编号 \| 线路 \| 线路 \| 线路 \| 收费 \| 运营商 \| 备注 \| \| ---- \| ---- \| ---------------- \| ---- \| -------------------- \| ---- \| ------------ \| ---- \| \| \| 249 \| 万科四季花城南 \| ⇆ \| 中兴街砂阳路 \| 2元 \| 黄河公司 \| \| \| \| 255 \| 方特欢乐世界南门 \| ⇆ \| 沈阳站北（北二马路） \| 2元 \| 地铁公交 \| \| \| \| 268 \| 中海城北 \| ⇆ \| 砂山货运站 \| 2元 \| 黄河公司 \| \| \| \| 302 \| 龙之梦大都汇 \| ⇆ \| 文大路甘河街 \| 2元 \| 黄河公司 \| \| \| \| 313 \| 英守村 \| ⇆ \| 沈辽路艳粉街 \| 2元 \| 地铁巴士西区 \| \| |      |                  |      |                      |      |              |      |
| 编号 | 编号 | 线路             | 线路 | 线路                 | 收费 | 运营商       | 备注 |
| | 249  | 万科四季花城南   | ⇆    | 中兴街砂阳路         | 2元  | 黄河公司     |      |
| | 255  | 方特欢乐世界南门 | ⇆    | 沈阳站北（北二马路） | 2元  | 地铁公交     |      |
| | 268  | 中海城北         | ⇆    | 砂山货运站           | 2元  | 黄河公司     |      |
| | 302  | 龙之梦大都汇     | ⇆    | 文大路甘河街         | 2元  | 黄河公司     |      |
| | 313  | 英守村           | ⇆    | 沈辽路艳粉街         | 2元  | 地铁巴士西区 |      |

## 历史
- 2019年5月25日 - 本站随9号线开通启用。